# 越後須原駅
越後須原駅（えちごすはらえき）は、新潟県魚沼市須原にある、東日本旅客鉄道（JR東日本）只見線の駅である。

## 歴史
- 1942年（昭和17年）11月1日：只見線・小出 - 大白川間開通の際に開設[1][2]。
- 1976年（昭和51年）
  - 9月10日：貨物の取り扱いを廃止[2]。
  - 12月：駅舎を改築[3]。
- 1977年（昭和52年）2月22日：新駅舎の完工式を挙行[4]。
- 1984年（昭和59年）2月1日：荷物の扱いを廃止[2]。
- 1987年（昭和62年）4月1日：国鉄分割民営化により、JR東日本の駅となる[5][2]。
- 1992年（平成4年）4月：交換設備を撤去[6]。簡易委託化。
- 2010年（平成22年）4月1日：簡易委託の取り扱い終了により、無人化。

## 駅構造
単式ホーム1面1線を有する地上駅である。かつては島式ホーム1面2線の構造を有し、列車同士の行き違いが可能であったが、駅舎側の線路が撤去されている。
なだらかな三角屋根を持つ駅舎は、鉄筋コンクリート造りの平屋建てで、1971年（昭和46年）に改築されたものである。内部には待合所と駅事務室があり、待合所には出札窓口が設けられているほか、公衆電話やトイレなどが設置されている。
かつては簡易委託駅であったが、現在は越後湯沢駅管理の無人駅である。

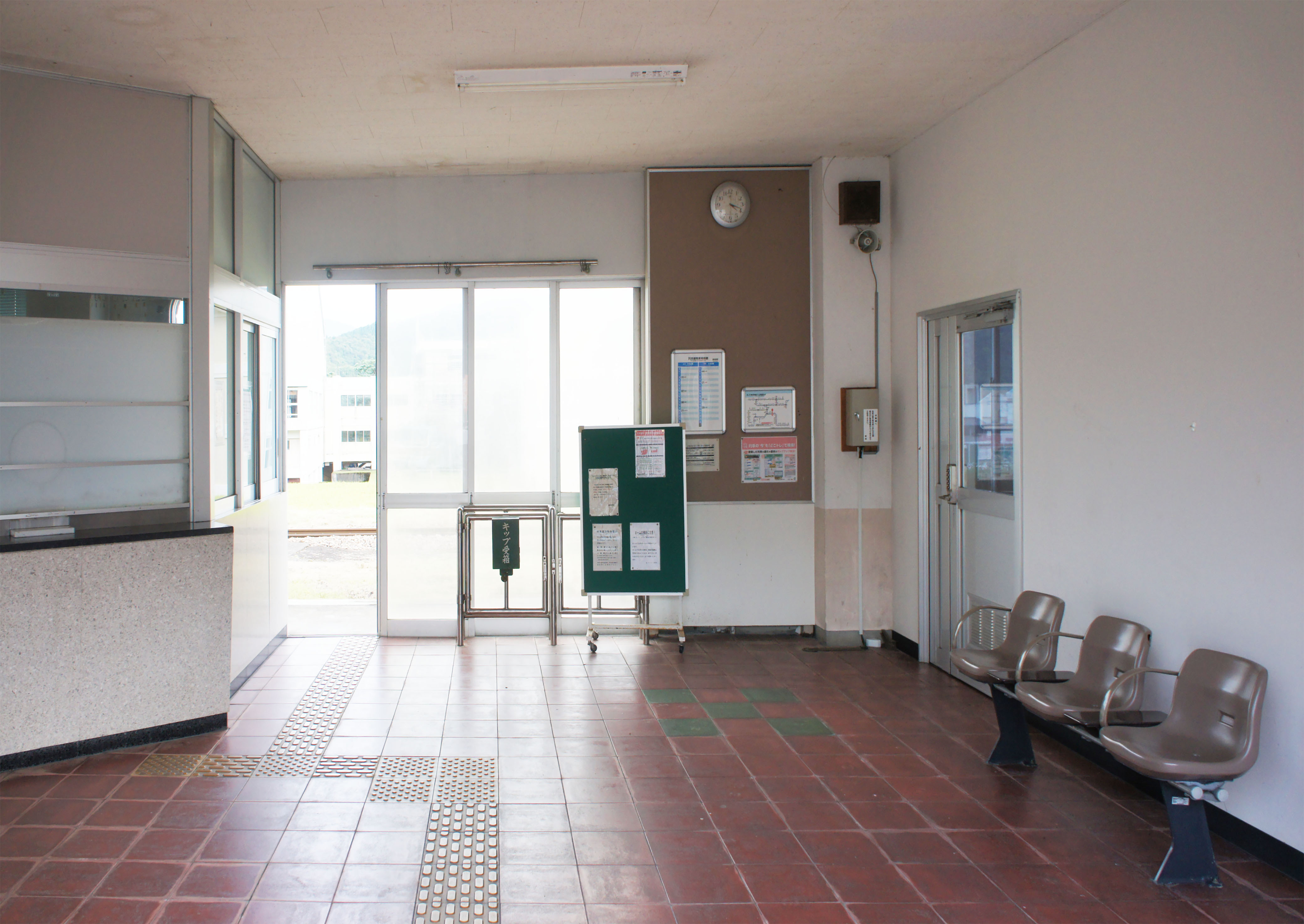
待合室（2021年9月）
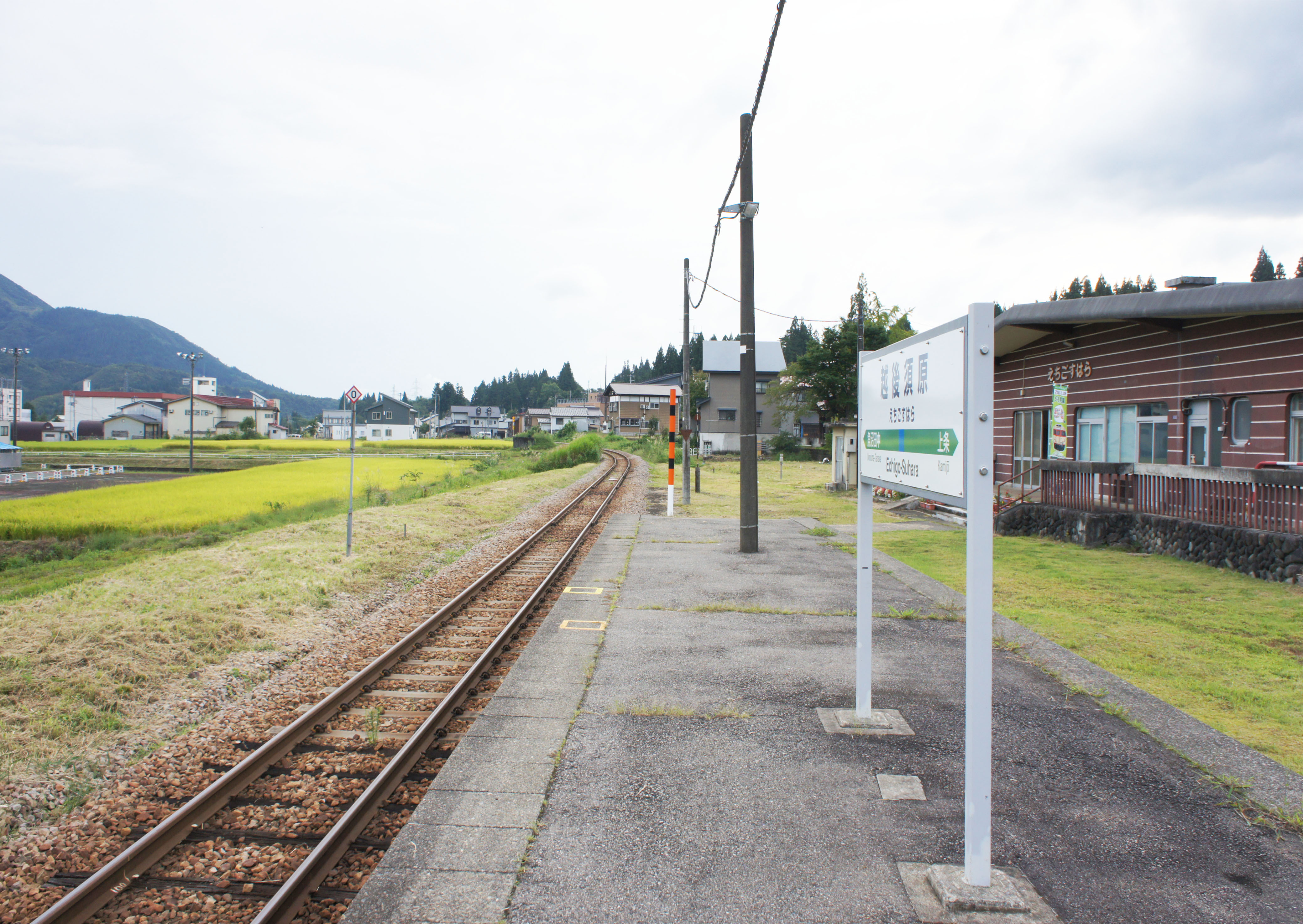
ホーム（2021年9月）

## 利用状況
JR東日本によると、2000年度（平成12年度）- 2008年度（平成20年度）の1日平均乗車人員の推移は以下のとおりであった。
| 乗車人員推移       | 乗車人員推移     | 乗車人員推移   |
| 年度               | 1日平均 乗車人員 | 出典           |
| ------------------ | ---------------- | -------------- |
| 2000年（平成12年） | 85               | [ 利用客数 1 ] |
| 2001年（平成13年） | 85               | [ 利用客数 2 ] |
| 2002年（平成14年） | 90               | [ 利用客数 3 ] |
| 2003年（平成15年） | 92               | [ 利用客数 4 ] |
| 2004年（平成16年） | 73               | [ 利用客数 5 ] |
| 2005年（平成17年） | 63               | [ 利用客数 6 ] |
| 2006年（平成18年） | 66               | [ 利用客数 7 ] |
| 2007年（平成19年） | 66               | [ 利用客数 8 ] |
| 2008年（平成20年） | 61               | [ 利用客数 9 ] |

## 駅周辺
あたりは旧守門村の中心部にあたる。
- 目黒邸（国重要文化財）
- 須原スキー場
- 玉川酒造
- 奥只見レクリェーション都市公園 須原公園
- 絵本の家ゆきぼうし
- 小出警察署須原駐在所
- 魚沼市役所守門庁舎（旧・守門村役場）
- 北魚沼農業協同組合 守門支店
- 守門郵便局
- 魚沼市立魚沼北中学校（旧・守門中学校）
- 魚沼市立須原小学校

## バス路線
当駅から徒歩約2分の国道252号沿いの「須原駅角」バス停にて、越後交通グループの南越後観光バスが運行する路線バス（UA 小出＝上条＝穴沢 線）が只見線に並行して走っている。

## 隣の駅
東日本旅客鉄道（JR東日本）
■只見線
上条駅 - 越後須原駅 - 魚沼田中駅

### 記事本文
1. 1 2  歴史でめぐる鉄道全路線 国鉄・JR 6号、22頁
2. 1 2 3 4 5  石野哲（編）『停車場変遷大事典 国鉄・JR編 Ⅱ』（初版）JTB、1998年10月1日、523頁。ISBN 978-4-533-02980-6。
3. 1 2  『鉄道建築ニュース』1977年3月号（通巻327）、鉄道建築協会、1977年3月1日、35頁。
4. ↑  『越後須原に新駅舎』昭和52年2月23日読売新聞新潟
5. ↑  歴史でめぐる鉄道全路線 国鉄・JR 6号、23頁
6. ↑  JR東日本 - 只見線について（2014年8月） p.16
7. ↑  “小出～上条～穴沢線（平日時刻表）” (PDF). 南越後観光バス株式会社 | 新潟県南魚沼市の一般路線バス、貸切・観光バス情報.   南越後観光バス. 2025年5月8日閲覧。
8. ↑  “小出～上条～穴沢線（土休日時刻表）” (PDF). 南越後観光バス株式会社 | 新潟県南魚沼市の一般路線バス、貸切・観光バス情報.   南越後観光バス. 2025年5月8日閲覧。

### 利用状況
1. ↑  “各駅の乗車人員（2000年度）”.   東日本旅客鉄道. 2019年3月8日閲覧。
2. ↑  “各駅の乗車人員（2001年度）”.   東日本旅客鉄道. 2019年3月8日閲覧。
3. ↑  “各駅の乗車人員（2002年度）”.   東日本旅客鉄道. 2019年3月8日閲覧。
4. ↑  “各駅の乗車人員（2003年度）”.   東日本旅客鉄道. 2019年3月8日閲覧。
5. ↑  “各駅の乗車人員（2004年度）”.   東日本旅客鉄道. 2019年3月8日閲覧。
6. ↑  “各駅の乗車人員（2005年度）”.   東日本旅客鉄道. 2019年3月8日閲覧。
7. ↑  “各駅の乗車人員（2006年度）”.   東日本旅客鉄道. 2019年3月8日閲覧。
8. ↑  “各駅の乗車人員（2007年度）”.   東日本旅客鉄道. 2019年3月8日閲覧。
9. ↑  “各駅の乗車人員（2008年度）”.   東日本旅客鉄道. 2019年3月8日閲覧。